# 吳敦 (東漢)
吳敦，（？—？），一名黯奴，表字及籍貫不詳。東漢末年曹操帳下武將。原與臧霸等人聚眾，並曾助呂布抵抗曹操，呂布敗後投降曹操，任利城太守。

## 生平
黃巾之亂爆發後，臧霸在徐州牧陶謙手下參與鎮壓民變，因而得以在徐州收集兵眾，吳敦與尹禮、孫觀等並亦於此時和臧霸一起聚集起來，並以臧霸為帥，屯於開陽。建安三年（198年），曹操進攻佔領徐州的呂布，吳敦與臧霸等領兵協助呂布。同年呂布兵敗被殺，曹操在募賞之下尋得臧霸，更命臧霸招集吳敦、尹禮和孫觀等人去見他。見面後曹操將青、徐二州交給臧霸管理，對各人皆授以官職，吳敦就受任利城太守。
後事跡不詳，僅可知曹丕時期的利城太守已是徐箕。